# Bojan Babič
Bojan Babič, slovenski politik, * 8. december 1959.
Magistriral je iz organizacije dela. Delal je kot vojaški obveščevalec, sprva v JLA in nato v varnostnem organu Ministrstva za obrambo.
Med 3. marcem 2003 in 3. decembrom 2004 je bil državni sekretar Republike Slovenije na Ministrstvu za promet Republike Slovenije. V vladi Alenke Bratušek (2013–2014) je bil državni sekretar na Ministrstvu za infrastrukturo.
V začetku leta 2015 ga je mariborski župan Andrej Fištravec imenoval za direktorja mestne uprave Mestne občine Maribor, a ga je po osmih mesecih zaradi konfliktov in obtožb o nevestnem delu razrešil. Leta 2017 je Babič kot vršilec dolžnosti načelnika prevzel vodenje Upravne enote Litija, dve leti kasneje pa je postal načelnik Upravne enote Ljubljana.  Kmalu po nastopu 15. vlade Republike slovenije ga je ministrica za javno upravo Sanja Ajanović Hovnik razrešila s položaja.